# 克劳泰尔格赛姆
克劳泰尔格赛姆（法語：Krautergersheim，发音：[kʁautɛʁgəʁsaim]）是法国下莱茵省的一个市镇，属于塞莱斯塔-埃尔什泰因区（Sélestat-Erstein）和上奈县（Obernai）。该市镇总面积6.37平方公里，2009年时的人口为1650人。

## 人口
克劳泰尔格赛姆人口变化图示